# Vol American Airlines 965
Le vol American Airlines 965 était un vol international régulier de la compagnie American Airlines entre l'aéroport international de Miami, en Floride, et l'aéroport international Alfonso-Bonilla-Aragón, près de Cali, en Colombie. Le 20 décembre 1995, le Boeing 757 qui assurait ce vol s'est écrasé contre le versant d'une montagne près de Buga, en Colombie, alors qu'il avait entamé son approche sur Cali. 
Des 155 passagers et 8 membres d'équipage présents à bord, seuls 4 passagers survécurent. Ce fut la première catastrophe aérienne majeure impliquant un Boeing 757, ainsi que la plus meurtrière survenue en Colombie.

## L'avion
L'appareil impliqué était un Boeing 757-223, immatriculé N651AA. Son premier vol a eu lieu le 12 août 1991 et a été livré à American Airlines le 27 août ; c'était le 390e 757 construit par Boeing. Ce biréacteur moyen-courrier était équipé de deux moteurs de type Rolls-Royce RB211.

## L'équipage
L'équipage était composé du commandant de bord Nicholas Tafuri (57 ans) et du copilote Donald "Don" Williams (39 ans). Les deux pilotes étaient considérés comme hautement qualifiés, le commandant Tafuri totalisant plus de 13 000 heures de vol, dont 2 260 heures sur Boeing 757 et Boeing 767, et le copilote Williams totalisant près de 6 000 heures de vol, dont 2 286 heures passées sur 757 et 767. 
Le commandant Tafuri avait officié dans l'US Air Force de 1963 à 1969, et avait servi pendant la guerre du Viêt Nam. Il avait rejoint American Airlines en 1969. Le copilote Williams avait également officié dans l'US Air Force de 1979 à 1986, et avait rejoint la compagnie aérienne en 1986.
Il y avait également six membres du personnel navigant commercial (PNC) présents à bord, dont le chef de cabine Pedro Pablo Calle et les hôtesses Magdalena Borrero, Rosa Cabrejo, Teresa Delgado, Gilberto Restrepo, et Margaret "Maggie" Villalobos.

## Accident
À la suite d'une attaque de la guérilla colombienne en 1992, les contrôleurs aériens de Cali ne disposaient plus de radar d'approche, celles-ci se faisant uniquement sur les instruments radio. L'approche de l'aéroport de Cali était basée sur plusieurs balises radio pour guider les pilotes à travers des montagnes et des vallées qui entourent la ville. La route d'approche avait été programmée par les pilotes avant de commencer l'approche vers Cali.
Comme le temps était beau et le vent calme, le contrôleur de Cali demanda aux pilotes s'ils souhaitaient faire une approche directe pour la piste 19, plutôt que devoir contourner l'aéroport pour atterrir sur la piste 01. Les pilotes acceptèrent, espérant ainsi gagner du temps, leur départ de Miami ayant été retardé de deux heures pour cause de trafic. Interprétant mal le mot "directe", ils effacèrent les points du chemin d'approche programmés sur l'ordinateur de bord. 
Quand le contrôleur demanda aux pilotes de lui signaler lorsque l'avion passait la balise de Tuluá, au nord de Cali, cette dernière n'était plus programmée dans l'ordinateur, aussi les pilotes durent sortir leurs cartes papier pour la situer. Dans le même temps, ils avaient sorti les aérofreins pour accélérer le taux de descente du 757, ce dernier étant trop haut et trop rapide pour la nouvelle approche prévue.
Au moment où ils resituaient Tuluá, ils l'avaient déjà dépassée. Par conséquent, ils essayèrent de reprogrammer le système de navigation sur la balise suivante, celle du NDB Rozo identifiée par R sur leur carte d'approche. Mais la Colombie avait dupliqué l'identifiant pour la balise Romeo, située elle près de Bogota et la liste de l'ordinateur de bord ne référençait pas la balise Rozo comme  "R", mais seulement par son nom complet "ROZO". Dans le cas où un pays autorise la duplication d'identifiants, ils sont souvent listés avec l'identifiant de la ville la plus importante en premier. 
En prenant le premier "R" de la liste, le commandant de bord entraîna le pilote automatique à prendre la direction de Bogota, donc à faire faire à l'avion un large virage pour prendre la direction du nord-est alors que l'avion se dirigeait vers le sud. Au moment où les pilotes s'en rendirent compte, l'avion ne survolait plus la vallée d'approche vers Cali, mais franchissait une autre vallée à peu près parallèle, s'étendant dans le sens nord-sud. Mais les pilotes sans le savoir avaient mis l'avion sur une trajectoire de collision avec une montagne de 3 000 mètres.
Neuf secondes avant l'impact, le système avertisseur de proximité du sol se déclencha, annonçant une collision imminente avec le sol. Le commandant de bord et son second ont immédiatement désengagé le pilote automatique pour faire reprendre de l'altitude à l'avion, mais les aérofreins déjà sortis pour l'approche de Cali furent oubliés et réduisirent l'angle de montée. L'avion heurta la montagne près de son sommet. L'enquête n'est pas parvenue à prouver avec certitude qu'il serait passé au-dessus de la montagne si les pilotes avaient rentré immédiatement les spoilers quand l'alarme de proximité de sol se déclencha, même si l'avion se serait retrouvé environ 50 m plus haut de l'endroit de l'impact.

Site de l'accident
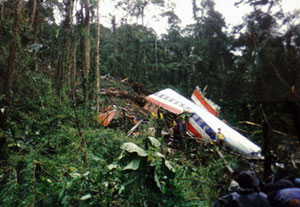
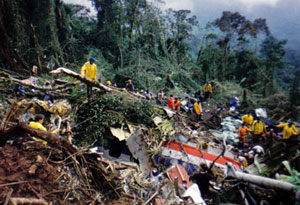

Les secours furent déclenchés une demi-heure plus tard, quand des habitants d'un village rapportèrent une explosion dans la montagne, nommée El Diluvio (le Déluge). Mais la nuit et la difficulté pour situer puis pour accéder au site de l'écrasement rendirent l'organisation des secours difficile. Un hélicoptère de l'armée colombienne localisa l'épave le lendemain matin et put secourir deux passagers, mais la brume arriva et suspendit les secours aéroportés. La colonne de secours à pied arriva sur le site et put évacuer une des blessées par la jungle.

## Bilan
Sur les 163 occupants de l'appareil, 159 sont mortes à la suite de l'accident, dont Paris Kanellakis, informaticien gréco-américain, sa femme et leurs deux enfants.
Cinq passagers, tous assis à deux rangées les uns des autres, ont survécu à l'impact initial, mais l'un d'eux est décédé deux jours plus tard de ses blessures. En plus des quatre survivants humains, un chien, qui se trouvait dans une cage de transport dans la soute au moment de l'accident, a également survécu à l'accident.

## Enquête et causes de l'accident
L'enquête fut menée par l'agence colombienne de l'aviation civile, Aerocivil, avec l'aide du Conseil national de la sécurité des transports américain (NTSB) et la contribution de la Federal Aviation Administration (FAA), de l'Allied Pilots Association (en), d'American Airlines, de Boeing et de Rolls-Royce.
Aerocivil remit son rapport final en septembre 1996, qui fut publié par le NTSB.
Dans ce rapport, les autorités colombiennes déterminèrent les causes suivantes ayant probablement provoqué l'accident :
1. Échec de l'équipage à planifier de manière adéquate et à réaliser l'approche sur la piste 19 et usage inadéquat des automatismes programmables de l'appareil.
2. Échec de l'équipage à interrompre son approche vers Cali alors que de nombreux signes les alertaient qu'il n'était pas avisé de la continuer.
3. Absence de prise de conscience de la situation par l'équipage concernant sa navigation verticale et sa proximité du sol.
4. Échec de l'équipage à revenir vers une navigation radio basique à un moment où l'aide du système de gestion de vol créait une confusion et demandait un travail excessif de chargement des données lors d'une phase critique du vol.

En plus de ces causes, Aerocivil détermina des facteurs aggravants :
1. Les efforts de l'équipage pour accélérer l'approche et l'atterrissage pour éviter des retards supplémentaires.
2. L'exécution de la manœuvre d'évitement après l'alarme du GPWS  avec les spoilers sortis.
3. La logique du système de gestion de vol qui efface tous les points intermédiaires de l'affichage en cas d'exécution d'une route directe.
4. L'information navigationnelle du système de gestion de vol qui utilise une convention de nommage différente de celle publiée dans les listes de navigation.

## Médias
L'accident a fait l'objet d'un épisode dans la série télé Air Crash nommé « Direct pour Cali » (saison 2 - épisode 5).
Il est également évoqué (et joue un rôle prépondérant) dans un roman de l'écrivain colombien Juan Gabriel Vásquez : Le Bruit des choses qui tombent.